# Застава Судана
Застава Судана је усвојена 20. маја 1970. Састоји се од тробојке црвене, беле и црне боје. Са леве стране се налази зелени троугао.
- Црвена боја је симбол крви проливене у борби за независност од Уједињеног Краљевства.

- Бела је симбол чистоће и оптимизма,

- црна борбе за независност,

- зелена просперитета и пољопривреде.